# Hindu, Dagö
För andra betydelser, se Hindu.
Hindu är en by (estniska: küla) i Dagö kommun i landskapet Hiiumaa (Dagö) i västra Estland. Byn ligger vid södra änden av ön Dagö. I västra delen av byn ligger Sõru övre fyrtorn (estniska: Sõru ülemine tuletorn) respektive nedre fyrtorn (estniska: Sõru alumine tulepaak). 
I kyrkligt hänseende hör byn till Emmaste församling inom den Estniska evangelisk-lutherska kyrkan.
Före 2017 hörde byn till dåvarande Emmaste kommun.